# Алфёрова, Ирина Ивановна
Ири́на Ива́новна Алфёрова (род. 13 марта 1951, Новосибирск) — советская и российская актриса театра, кино и телевидения, народная артистка РФ (2007).

## Биография
Родилась 13 марта 1951 года в Новосибирске, в неактёрской семье. Её родители — Иван Кузьмич Алфёров (1925—1981) и Ксения Архиповна Алфёрова (род. 26 января 1922) — прошли Великую Отечественную войну и, получив образование после войны, оба стали юристами-адвокатами. У неё была старшая сестра, Татьяна Ивановна Алфёрова (1 апреля 1950 — сентябрь 1997), юрист, адвокат.
Училась в новосибирской средней школе № 29 на ул. Октябрьской, 89а. Окончила среднюю школу № 170 на ул. Таймырской в Кировском районе Новосибирска. Жила на улице Ватутина, 41.
Учась в старших классах средней школы, занималась в театральной студии при Доме учёных в новосибирском Академгородке.
По окончании средней школы в 1968 году отправилась с мамой в Москву поступать в Государственный институт театрального искусства имени А. В. Луначарского (ГИТИС). По результатам вступительных испытаний была зачислена на курс Владимира Фёдоровича Дудина, который окончила в 1972 году.

### Работа в кино и на телевидении
Во время учёбы на четвёртом курсе ГИТИСа Ирине досталась роль Даши в советской художественной телеэпопее «Хождение по мукам» (1977) по роману А. Н. Толстого. Но режиссёр Василий Ордынский поставил условие: параллельно играть в театре она не будет, — и Ирина согласилась. Эта роль принесла начинающей актрисе всесоюзную известность. Алфёрова вспоминает: «У меня ещё не было никакого практического опыта, профессионализму училась на съёмочной площадке. Когда после пяти лет съёмок я начала играть в театре, то не могла понять, почему в зале не видны мои слёзы».
Следующая большая роль в кино — Констанция в музыкальном приключенческом телефильме «Д’Артаньян и три мушкетёра» (1978). На эту роль режиссёр Георгий Юнгвальд-Хилькевич хотел взять Евгению Симонову, но руководство «Госкино» заставило снимать Алфёрову. Режиссёру пришлось подчиниться, хотя он считал, что актрисе для этого фильма не хватало музыкальности. Озвучивать роль он поручил Анастасии Вертинской, поскольку голос Алфёровой показался ему грубоватым и слишком низким для этой роли. Однако фильм имел большой успех, и участие в нём принесло Алфёровой ещё большую популярность у зрителей.
Вместе с Александром Абдуловым она снималась в мелодрамах «С любимыми не расставайтесь» (1979) и «Предчувствие любви» (1982).
Затем были роли в сказе «Василий Буслаев» (1982), политическом детективе «ТАСС уполномочен заявить…» (1984), мелодраме «Ночные забавы» (1991).
Героиням были свойственны цельность, женственность, искренность. В 1990-х годах единственной заметной работой Алфёровой в кино была роль в мини-сериале «Ермак» (1996).
В 1990 году снялась в клипе Александра Серова на песню «Ещё раз о любви (Ты меня любишь)». Клип получил широкую известность, во многом — из-за откровенного образа Алфёровой, породив слухи о романе актрисы и певца. Впоследствии сама Ирина заявила, что участие в клипе у Серова было её «женской местью» экс-супругу Александру Абдулову.
Участвовала в съёмках телепередачи «Маркиза».
В 2000 году снялась в украинском фильме «Потерянный рай». В 2002 году сыграла жену французского дипломата в приключенческом российско-французском фильме «Лиса Алиса».

### Работа в театре

#### Московский государственный театр «Ленком»
В 1976 году Ирина Алфёрова была приглашена в Московский государственный театр имени Ленинского комсомола (с 1991 года — Московский государственный театр «Ленком»), в труппе которого прослужила до 1993 года. 
Многие годы в «Ленкоме» Алфёровой, уже известной киноактрисе, доставались лишь второстепенные небольшие роли и роли в массовке. Приглашая Ирину в свою знаменитую труппу, Марк Анатольевич Захаров произнёс хорошо запомнившуюся ей фразу: «У нас полно ролей, и все ваши». Актрису в то время наперебой приглашали сниматься в кино, но главный режиссёр «Ленкома» её не отпускал, настаивая: «Не надо, не спешите. Поиграйте у нас в массовочке, поучитесь, а роли от вас никуда не уйдут». Ирина послушно отказывалась от съёмок, искренне верила, что придет её час, и она, наконец-то, получит свою роль, надо только подождать…
В 2002 году, через 9 лет после развода, Алфёрова и Абдулов стали партнёрами на ленкомовских подмостках, когда одно из театральных фойе преобразовали в небольшой зрительный зал с открытой сценой и стали играть там камерные, малочисленные по составу пьесы. Пётр Штейн пригласил в спектакль «Карманный театр» четырёх актёров: Ирину Алфёрову и Александра Абдулова, Елену Шанину и Александра Збруева.

#### Московский театр «Школа современной пьесы»
С 1993 года по настоящее время Ирина Алфёрова состоит в труппе Московского театра «Школа современной пьесы».
В спектаклях театра играли журналист Александр Гордон, балерина Людмила Семеняка из Большого театра, писатель Евгений Гришковец, музыкант Левон Оганезов и многие другие. На сегодня в труппе театра Александр Галибин, Елена Санаева, Юрий Чернов и другие.
Ирина Алфёрова играла во многих спектаклях театра: «Пришёл мужчина к женщине», «Всё будет хорошо, как вы хотели», «Антон Чехов. Чайка», «Борис Акунин. Чайка», «Чайка. Настоящая оперетка», «Медведь», «Ночь с незнакомцем» и других.
Кроме того, Алфёрова играет в антрепризах:

### Личная жизнь
- Ирина Алфёрова состояла в фактическом браке с болгарским дипломатом Бойко Гюровым. В этом браке 24 мая 1974 года родилась дочь Ксения Алфёрова. В ноябре 2001 года Ксения вышла замуж за актёра Егора Бероева, 5 апреля 2007 года на свет появилась дочь Евдокия, внучка Ирины Алфёровой.
- Муж — Александр Гавриилович Абдулов (1953—2008), актёр, народный артист РСФСР (1991). С Александром Ирина состояла в браке с 1976 по 1993 год. Алфёрова и Абдулов, поженившись, несколько лет прожили в общежитии. Квартиру в Москве им помог получить актёр, народный артист СССР Евгений Леонов[10].
- Муж (с 1995 года) — актёр Сергей Фёдорович Мартынов, с которым Ирина познакомилась на съёмках фильма «Звезда шерифа». Он был дважды женат (дочь Наталья — от первого брака, Анастасия и Сергей — от второго).
- Воспитала трёх приёмных детей: Анастасию и Сергея (дети последнего мужа от второго брака) и Александра, сына своей сестры Татьяны, умершей в 1997 году[3].

## Творчество

### Роли в театре

#### Московский государственный театр «Ленком»
- «Юнона и Авось»
- «В списках не значился» (пьеса Б. Васильева) — Валя
- «Жестокие игры» А. Арбузова — Девушка, похожая на ангела
- «Карманный театр» (1980 г. Монолог «Равнодушный красавец» — постановка П. Штейна)
- «Ромул Великий»

#### Московский театр «Школа современной пьесы»
- 1989 — «Пришёл мужчина к женщине»
- 1990 — «Всё будет хорошо, как вы хотели»
- 1998 — «Антон Чехов. Чайка»
- 2001 — «Борис Акунин. Чайка»
- 2004 — «Чайка. Настоящая оперетка»
- 2006 — «Своими словами»
- 2009 — «Звёздная болезнь»
- 2010 — «Монологи городов»
- 2011 — «Медведь»
- 2011 — «Ночь с незнакомцем»
- 2012 — «Подслушанное, подсмотренное, незаписанное»
- 2016 — «Шинель/Пальто»
- 2019 — «На Трубе»
- 2020 — «Толстого нет»

#### Антрепризные спектакли
- «За закрытой дверью»
- «Всё проходит»
- «Цветок кактуса»
- «Пижама на шестерых»
- «Самая-самая»
- «Чего хотят мужчины?» (Театр моды «Контур», Тула)

### Фильмография
| Год       |     | Название                               | Роль                                                                              |
| --------- | --- | -------------------------------------- | --------------------------------------------------------------------------------- |
| 1970      | ф   | Серебряные трубы                       | эпизод                                                                            |
| 1971      | кор | Алексеич                               | Марья Александровна, сельская учительница                                         |
| 1972      | ф   | Учитель пения                          | Тамара, дочь Соломатиных                                                          |
| 1977      | ф   | Чёрная берёза                          | Таня                                                                              |
| 1977      | с   | Хождение по мукам                      | Дарья (Даша) Дмитриевна Булавина-Телегина                                         |
| 1978      | ф   | Осенние колокола                       | царица                                                                            |
| 1978      | тф  | Д’Артаньян и три мушкетёра             | Констанция Бонасье                                                                |
| 1979      | ф   | Ссыльный № 011                         | Алиса Варламцева                                                                  |
| 1979      | ф   | С любимыми не расставайтесь            | Катя Лаврова                                                                      |
| 1980      | ф   | Незваный друг                          | Кира Стругина                                                                     |
| 1981      | тф  | Мужество                               | Клара, архитектор                                                                 |
| 1982      | ф   | Без видимых причин                     | Нина Петровна Плюснина, актриса                                                   |
| 1982      | ф   | Василий Буслаев                        | Ксения                                                                            |
| 1982      | ф   | Предчувствие любви                     | Елена (девушка-видение)                                                           |
| 1982      | кор | Суббота и воскресенье                  | мать ребёнка, мечтающего иметь собаку                                             |
| 1983      | тф  | Поцелуй                                | Соня, барышня в сиреневом                                                         |
| 1984      | тф  | Право на выбор                         | Таня                                                                              |
| 1984      | ф   | Семь стихий                            | Валентина Анурова, биолог                                                         |
| 1984      | ф   | Волшебник Лала                         | королева-мать                                                                     |
| 1984      | с   | ТАСС уполномочен заявить…              | Ольга Викторовна Винтер, бывшая жена Андрея Зотова, любовница Сергея Дубова       |
| 1985      | ф   | Багратион                              | княгиня Елизавета Скавронская                                                     |
| 1985      | ф   | Любовные письма с подтекстом           | Мелита                                                                            |
| 1985      | ф   | Грубая посадка                         | Тася                                                                              |
| 1985      | ф   | Пароль знали двое                      | Ирина Кабардина                                                                   |
| 1985      | ф   | Человек с аккордеоном                  | Лена (Лёля) Глан                                                                  |
| 1985      | ф   | Салон красоты                          | Ляля, жена Вадима                                                                 |
| 1985      | тф  | Снегурочку вызывали?                   | Светлана Александровна Нечаева, актриса (Снегурочка)                              |
| 1987      | тф  | Он приехал в день поминовения          | Колетта                                                                           |
| 1987      | тф  | Вот такая история…                     | Галя                                                                              |
| 1989      | ф   | И повторится всё…                      | Анна                                                                              |
| 1991      | ф   | Высший класс                           | Вера Павловна Смирнова                                                            |
| 1991      | ф   | Звезда шерифа                          | Анна Блейк                                                                        |
| 1991      | ф   | Кровь за кровь                         | Елена Григорьевна Ванина                                                          |
| 1991      | тф  | Ночные забавы                          | Анна (Аня) Николаевна Силина, жена Алексея, мать Ольги, любовница Михаила Езепова |
| 1993      | ф   | Графиня Дора / Kontesa Dora (Хорватия) | Сидония Надгерни                                                                  |
| 1996      | с   | Ермак                                  | Алёна, наложница хана Кучума                                                      |
| 1997      | ф   | Любовные истории / Historie miłosne    | Тамара                                                                            |
| 2000      | ф   | Потерянный рай                         | Ольга Сапега, жена Артёма                                                         |
| 2001      | ф   | Лиса Алиса                             | Натали Голицына де Рош, жена атташе по культуре                                   |
| 2006      | тф  | Первый скорый                          | камео                                                                             |
| 2006      | с   | Герой нашего времени                   | княгиня Лиговская                                                                 |
| 2006      | с   | Сонька — Золотая ручка                 | пани Елена, портниха                                                              |
| 2007      | с   | Капкан                                 | Екатерина Андреевна Волобуева, жена Михаила Григорьевича Волобуева                |
| 2007      | ф   | Долг                                   | Софья Марковна                                                                    |
| 2010      | мтф | Старики (фильм № 3 «Аферистка»)        | Вера                                                                              |
| 2011      | ф   | Ёлки 2                                 | Юлия Снегирёва, возлюбленная Григория Земляникина и Бориса Воробьёва              |
| 2011      | ф   | Распутин                               | Зинаида Николаевна Юсупова, княгиня                                               |
| 2013—2015 | с   | Последний из Магикян (4-й сезон)       | Людмила Сергеевна, мать Наташи, тёща Карена Магикяна                              |
| 2016      | ф   | Ёлки 5                                 | Юлия Снегирёва, жена Григория Земляникина                                         |
| 2018      | ф   | Последнее испытание                    | Наталья Ивановна                                                                  |
| 2019      | ф   | Счастье – это… Часть 2                 | снималась                                                                         |
| 2021      | ф   | Старые шишки                           | актриса                                                                           |
| 2025      | ф   | Красный шёлк                           | графиня Демидова                                                                  |

### Клипы
- Александр Серов: «Ты меня любишь» (1991)
- Игорь Крутой: «Хрустальный бокал» (1998)

### Документальные фильмы и телепередачи
- «Ирина Алфёрова. „Не родись красивой“» («ТВ Центр», 2010)[11]
- «Ирина Алфёрова. „Самая-самая“» («Первый канал», 2016)[12]
- «Ирина Алфёрова. „О вере в хорошее и в себя“» («Мир», 2021)[13]

## Признание заслуг

### Государственные награды Российской Федерации
- 1992 — почётное звание «Заслуженный артист Российской Федерации» — за заслуги в области искусства[14].
- 2007 — почётное звание «Народный артист Российской Федерации» — за большие заслуги в области искусства[2].
- 2011 — Орден Дружбы — за большой вклад в развитие отечественного театрального и кинематографического искусства, многолетнюю творческую деятельность[15].
- 2017 — Орден Почёта — за большой вклад в развитие отечественной культуры, искусства, средств массовой информации и многолетнюю плодотворную деятельность[16].

### Награды иностранных государств
- 2016 — Почётный орден «Самарский крест» (Болгария) — за вклад в развитие духовных и культурных отношений России и Болгарии[17].

## Взгляды, общественная деятельность
В 2003 году участвовала в выборах в Государственную думу от Конституционно-демократической партии. В 2014 году заявила, что полностью поддерживает политику Владимира Путина: «Я не скрываю своей любви к России и Владимиру Путину. Мне нравится, как он руководит нашей страной. Я считаю, что глава государства должен быть тираном и диктатором, а иначе Россия развалится… Я за него однозначно, и пойду за ним куда угодно».
Алфёрова поддержала присоединение Крыма Россией, заявив «Путин сделал всё грамотно. Если бы не он, там была бы катастрофа». В октябре 2018 года Украина запретила въезд Алфёровой на Украину, включив её в Список лиц, угрожающих нацбезопасности Украины. В ноябре 2018 года фильмы с её участием были включены в Список фильмов, запрещённых к показу на Украине.